# Ejército de Poznań
El Ejército de Poznań (en polaco: Armia Poznań) fue uno de los ejércitos polacos que lucharon durante la invasión alemana de 1939 al inicio de la Segunda Guerra Mundial.

## Misión
Se creó el 23 de marzo de 1939 con la misión de defender la región de la Gran Polonia ante un ataque alemán, teniendo una línea de defensa en el río Warta.

## Historial
Durante la invasión alemana de septiembre de 1939, el Grupo de Ejército Sur alemán, tras la batalla de las fronteras, avanzó entre los Ejércitos de Poznań y de Łódź, obligando al Ejército de Poznań a retirarse ante el peligro de ser rodeado. Si bien en los primeros días no tuvo ningún enfrentamiento importante, su retirada por un territorio dominado por la Luftwaffe, debilitó a la unidad. Consiguió unirse con el desgastado Ejército de Pomorze al oeste de Varsovia, y atacó a las unidades alemanas que le cercaban en la batalla de Bzura (del 9 al 22 de septiembre), sufriendo graves pérdidas y consiguiendo muy pocas de sus unidades llegar a Varsovia y defenderla del ataque alemán.

## Organización
El Ejército estaba comandado por el general Tadeusz Kutrzeba; su jefe de Estado Mayor era el coronel Stanisław Lityński.
Estaba formado por 4 divisiones de infantería (14, 17, 25 y 26) y 2 brigadas de caballería (Wielkopolska  y  Podolska)